# Myotis grisescens
Myotis grisescens är en däggdjursart som beskrevs av Arthur H. Howell 1909. Den ingår i släktet Myotis och familjen läderlappar. Inga underarter finns listade i Catalogue of Life.

## Beskrivning
Myotis grisescens är en av de största arterna i sitt släkte i USA. Kroppslängden kan uppgå till mellan 7,5 och 10 cm, underarmslängden mellan 4 och 4,6 cm och vikten mellan 7 och 16 g. Alldeles efter pälsömsningen i juli eller augusti är pälsen mörkgrå och helt enfärgad på ryggen. Senare kan den blekna till en rödbrun nyans, speciellt hos honorna.

## Ekologi
Arten är beroende av kalkstensgrottor både för sin daglega under sommaren och sin övervintring, och förekommer därför endast i habitat associerade med sådana grottor. Under sommaren föredrar arten grottor som ligger nära en flod eller någon annan vattensamling, över vilken individerna kan jaga. Dessa grottor har också många smårum eller ett välvt tak som kan sluta inne värmen från de sovande fladdermössen och ge en temperatur mellan 14 och 24 ºC. Kolonierna i sådana grottor kan bli mycket stora, ofta 10 000 till 25 000 individer, i undantagsfall 250 000. Yngelkolonierna för dräktiga honor och honor med ungar inrättas i grottor av samma typ, gärna med ett vattendrag på bottnen. Vintergrottorna är i regel mer eller mindre lodräta med en lågt placerad ingång som fungerar som en kallfälla och säkerställer att temperaturen ligger mellan 6 och 11 ºC. Även kolonierna i den typen av grottor kan bli påtagligt stora; man räknar med att 95 % av hela populationen övervintrar i 8 till 9 grottor.

### Föda och predation
Födan består av flygande insekter, framför allt nattfjärilar, flugor och skalbaggar, men också näbbsländor, trollsländor, nätvingar, bäcksländor, tripsar, dvärgstritar,  gräshoppor, getingar och halvvingar samt även spindlar. Födan fångas över rinnande eller stillastående vatten; under jakten flyger fladdermössen på en höjd av högst 5 meter över vattenytan.
Själva utgör fladdermössen föda för många djur som hökar, ugglor, ormar, möss, skunkar, rödräv, präriekatträv, gråräv och tamkatt.

### Fortplantning
Parningen sker i början av övervintringen. Honorna förvarar sedan säden i sin kropp till de kommer ut ur övervintringen fram på våren, då den egentliga befruktningen sker. Den enda ungen föds i juni och dias i omkring två månader, men redan efter 20 till 25 dagar kan de flesta ungarna flyga. De blir könsmogna vid ungefär två års ålder, och kan leva i mellan 14 och 15 år.

## Utbredning
Utbredningsområdet omfattar de östra delarna av mellersta och södra USA med ett större område från sydöstra Kansas och centrala Oklahoma österut till västra Virginia och västra North Carolina, samt en smalare, sydligare del från Missouri, Illinois och Indiana söderut till södra Alabama och nordvästra Florida.

## Bevarandestatus
IUCN kategoriserar arten globalt som nära hotad. Populationen ökar visserligen, men har endast gjort så på den senaste tiden (räknat från 2008). Mellan 1960-talet och 1980-talet minskade populationen med 50 %. Nedgången är av gammalt datum; redan under amerikanska inbördeskriget medförde den ökade salpeterproduktionen att en del av de grottor fladdermössen använde som sovplatser utsattes för störningar. Arten är mycket störningskänslig; redan närvaron av människor med ljus (som ficklampor) kan leda till att fladdermössen söker sig till någon annan sovplats. Grottor har även översvämmats i samband med dammbyggen för energiproduktion. Också skogsavverkning och spridning av bekämpningsmedel utgör hot mot arten.
Uppgången på senare tid är främst orsakad att man börjat stänga till grottmynningarna med gallergrindar, som släpper igenom fladdermössen men inte människor.
Dessutom har man sedan 2007 kunnat konstatera kraftiga utbrott hos fladdermöss i samband med övervintringen av en dödlig svampsjukdom, White nose syndrome. Man har numera (2016) konstaterat fall av sjukdomen hos denna art, något som ytterligare bidrar till artens hotade status.

## Bildgalleri

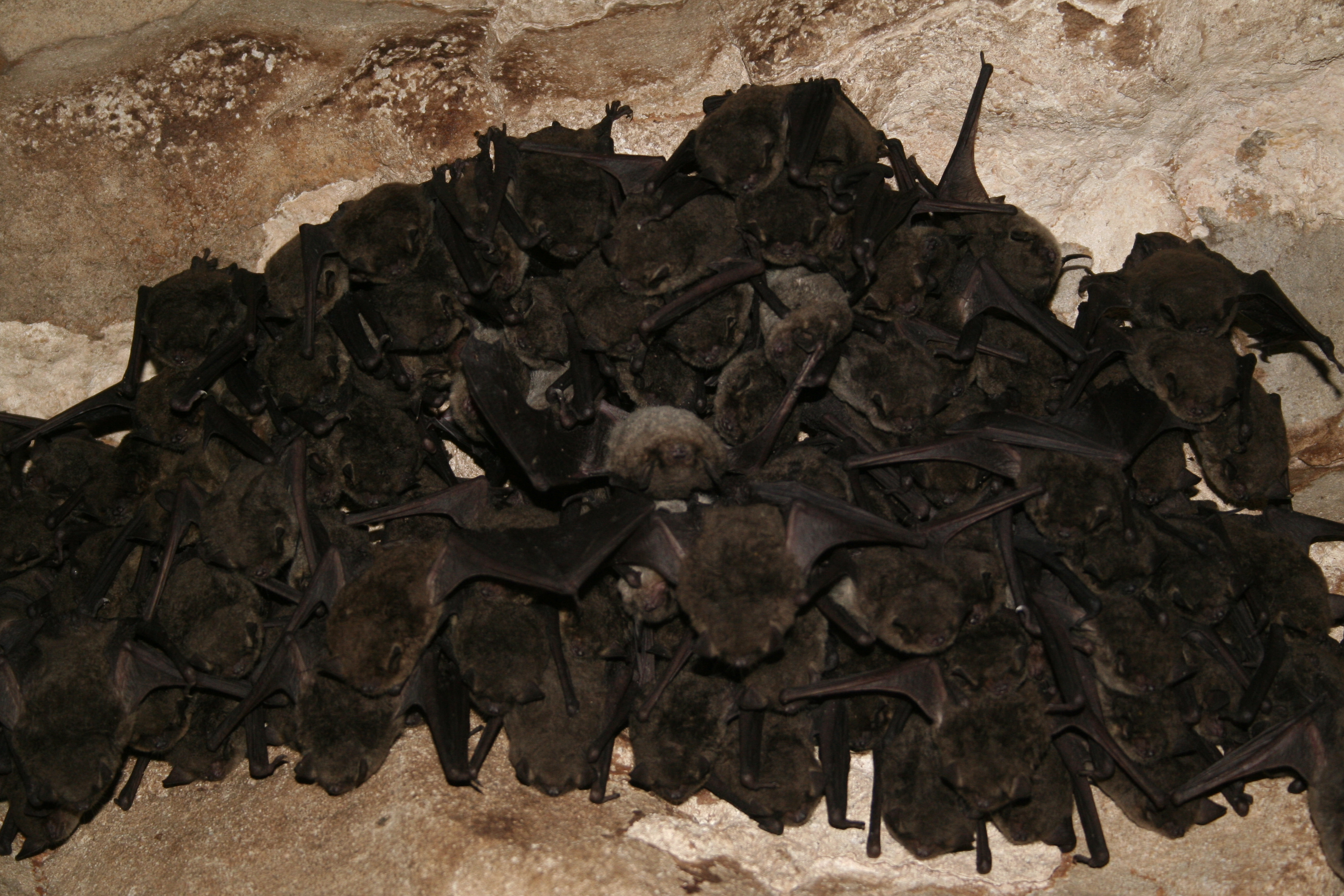
En samling Myotis grisescens i vintersömn.
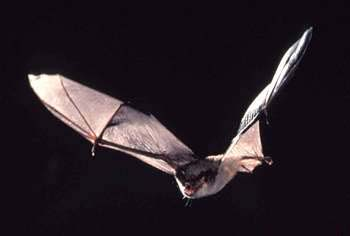
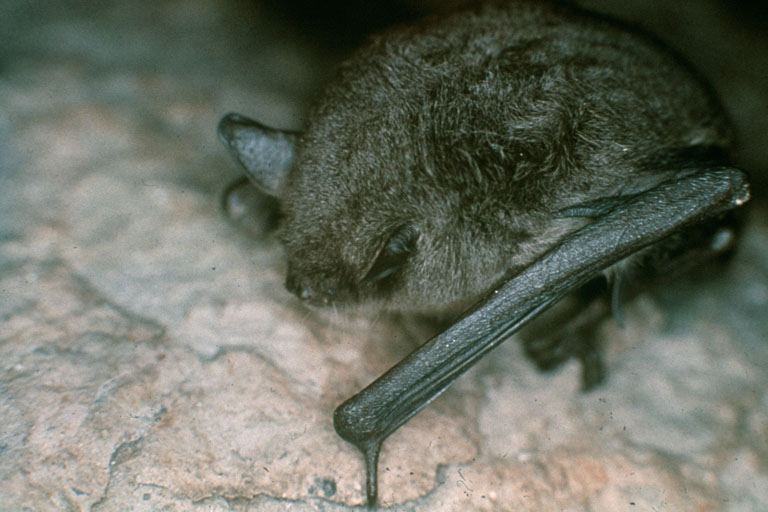
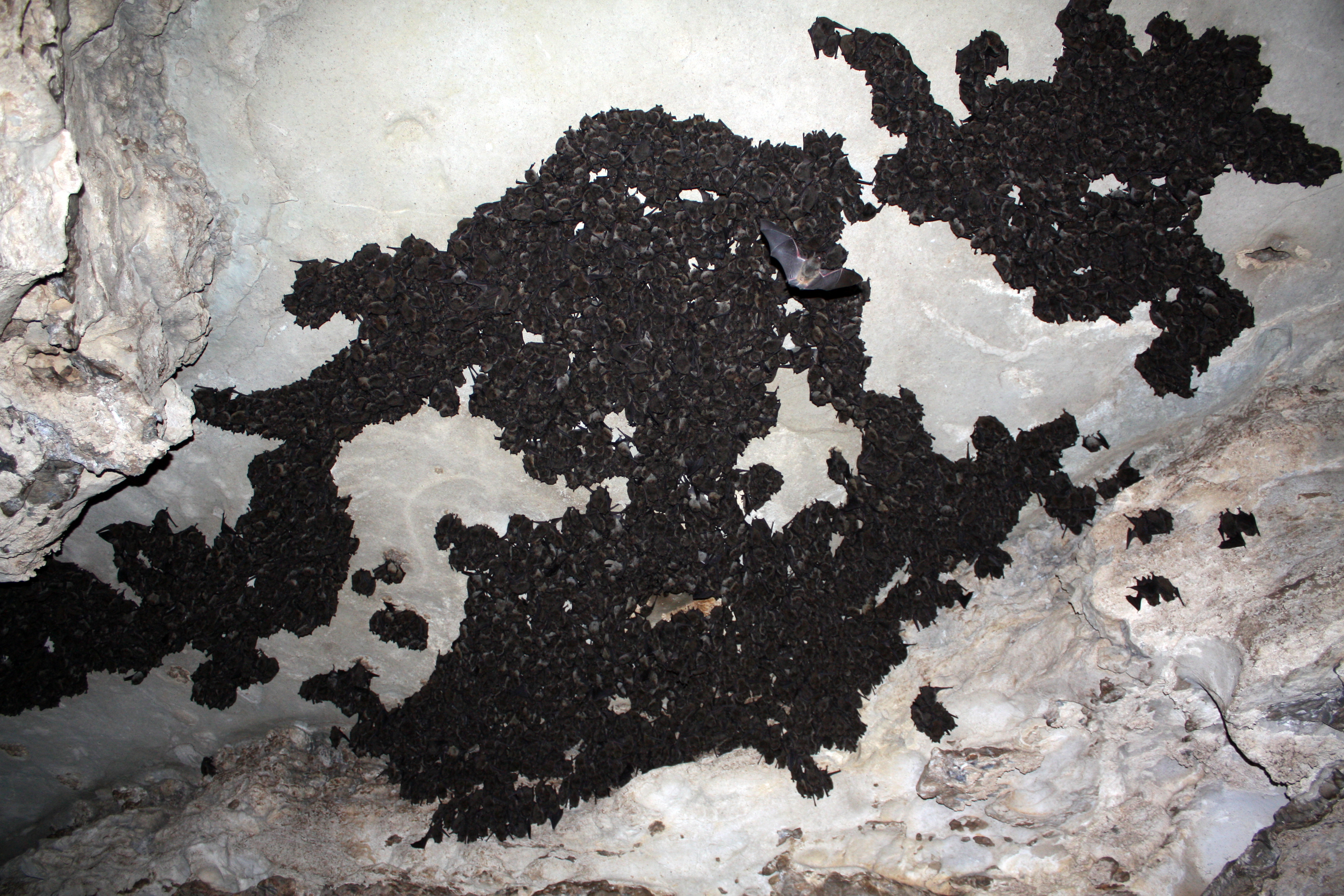
En stor grupp vintersovande Myotis grisescens.